# جولیوس مادا بیو
جولیوس مادا بیو (انگلیسی: Julius Maada Bio؛ زادهٔ ۱۲ مهٔ ۱۹۶۴) سیاست‌مدار اهل سیرالئون است. وی از ۴ آوریل ۲۰۱۸ رئیس‌جمهور این کشور است.